# Veep
Veep (ou Veep : vice-présidente au Québec) est une série télévisée américaine en 65 épisodes d'environ 26 minutes créée par Armando Iannucci et diffusée entre le 22 avril 2012 et le 12 mai 2019 sur HBO. C'est une série dérivée de la série britannique The Thick of It (2005-2012), également créée par Iannucci.
Au Québec, la série est diffusée depuis le 19 août 2012 à Super Écran, en France à partir du 25 septembre 2012 sur OCS Max, et en Belgique, elle est diffusée depuis [Quand ?] sur Be 1, mais reste inédite dans les autres pays francophones.

## Synopsis
Après une ascension fulgurante, la sénatrice Selina Meyer perd les primaires de son parti pour l'élection présidentielle américaine. On lui demande finalement à la dernière minute de servir son pays en tant que vice-présidente (VP ou « Veep ») des États-Unis. Elle accepte donc, pensant mener ses projets. Malheureusement, elle semble oublier que c'est son rival qui est désormais son supérieur. Un parcours semé d'embûches politiques l'attend mais elle va continuer à jouer son rôle quelles que soient les circonstances.

## Distribution

### Acteurs principaux
- Julia Louis-Dreyfus (VF : Valérie Nosrée) : Selina Meyer
- Anna Chlumsky (VF : Laura Zichy) : Amy Brookheimer
- Tony Hale (VF : Xavier Béja) : Gary Walsh
- Reid Scott (VF : Didier Cherbuy) : Dan Egan
- Timothy Simons (VF : Gérard Malabat) : Jonah Ryan
- Matt Walsh (VF : Érik Colin puis Laurent Morteau) : Mike McLintock
- Kevin Dunn (VF : Jacques Bouanich) : Ben Cafferty (saisons 2 à 7)
- Gary Cole (VF : Patrick Poivey (saisons 2 à 6 puis Philippe Vincent (saison 7)) : Kent Davison (saisons 2 à 7)
- Sam Richardson (VF : Mohad Sanou) : Richard Splett (saisons 3 à 7)
- Sufe Bradshaw (VF : Isabelle Leprince) : Sue Wilson (saisons 1 à 5)

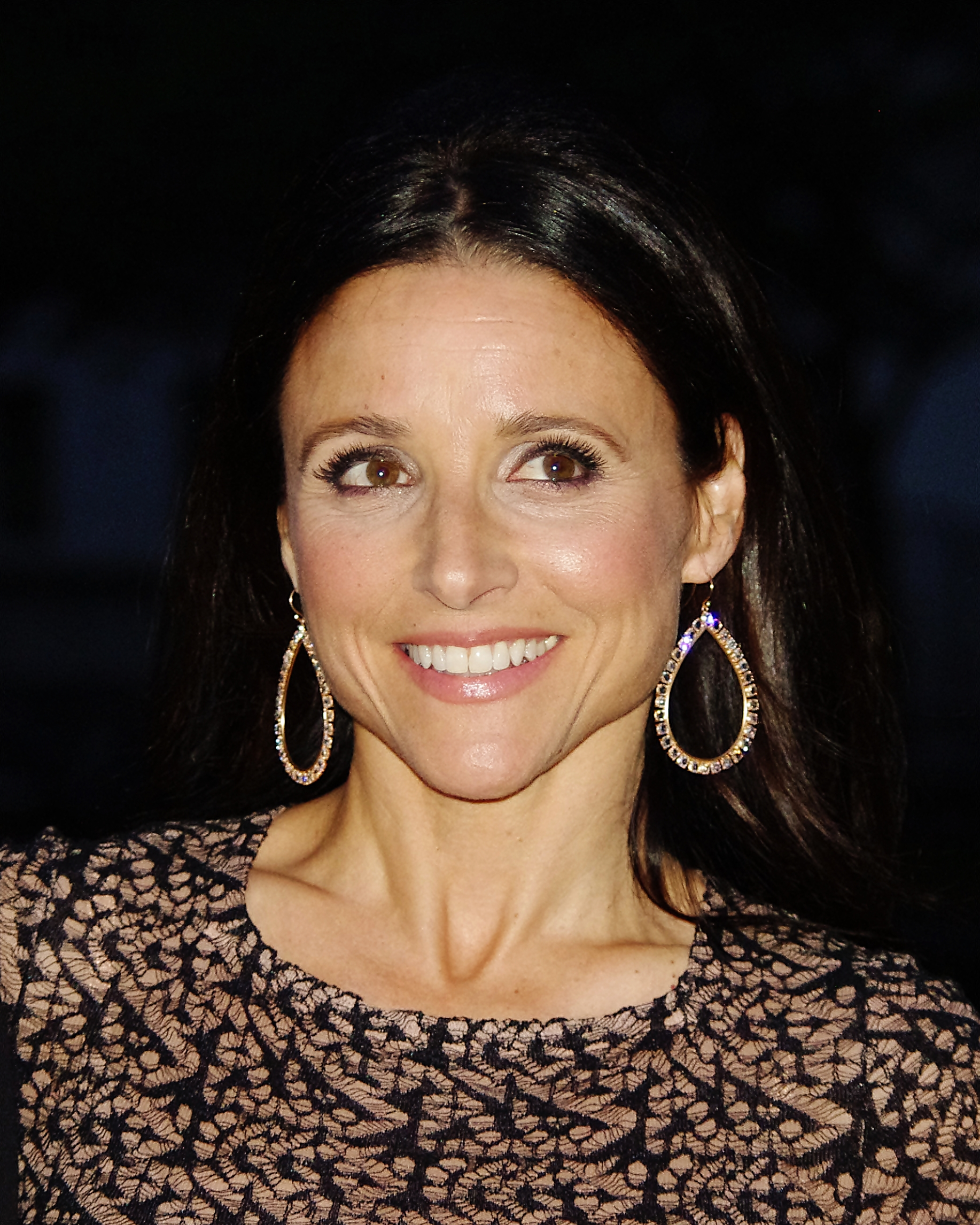
Julia Louis-Dreyfus interprète Selina Meyer
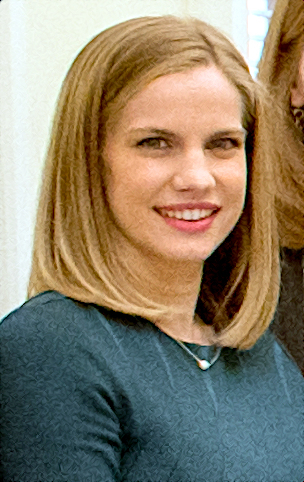
Anna Chlumsky interprète Amy Brookheimer
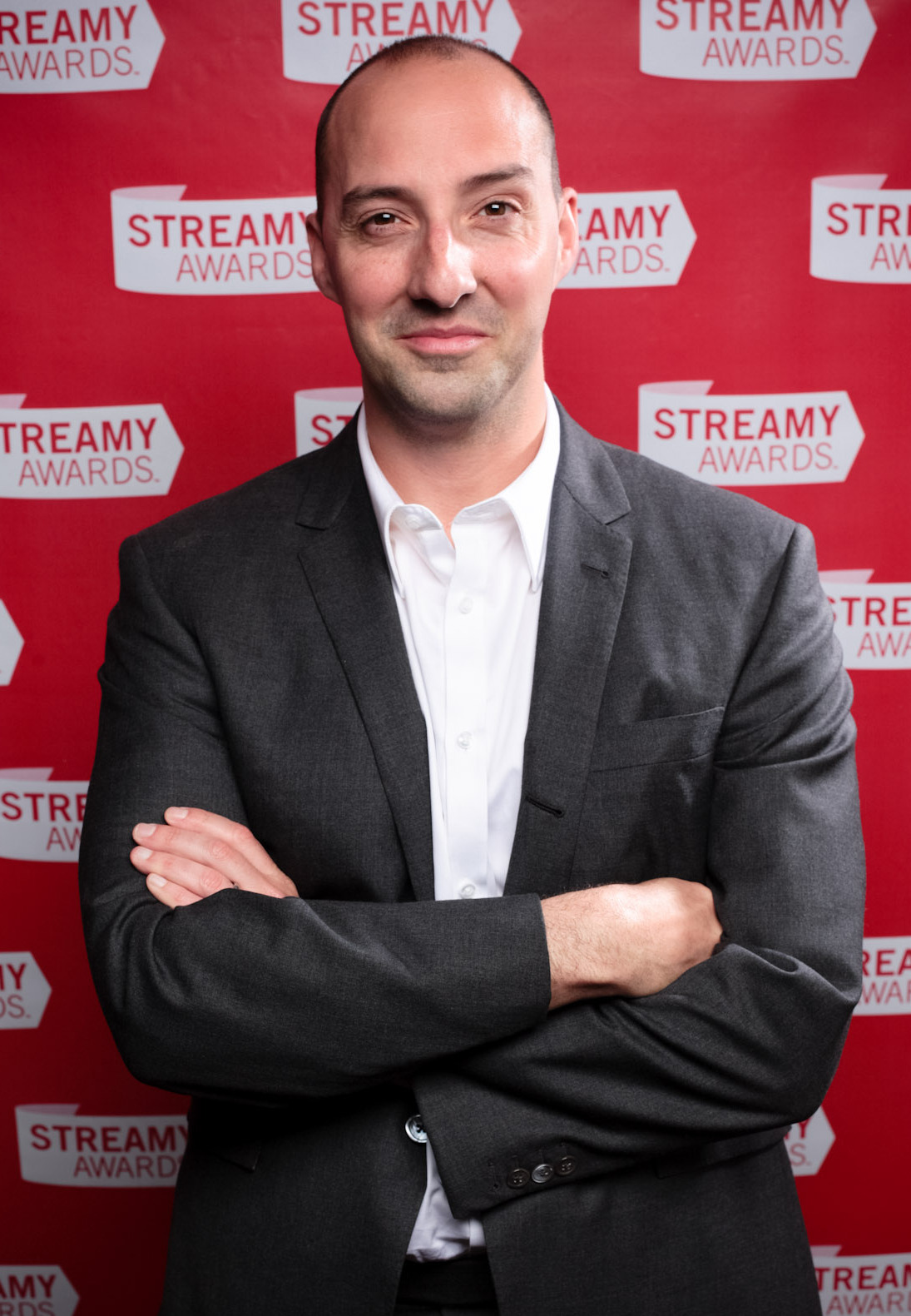
Tony Hale interprète Gary Walsh
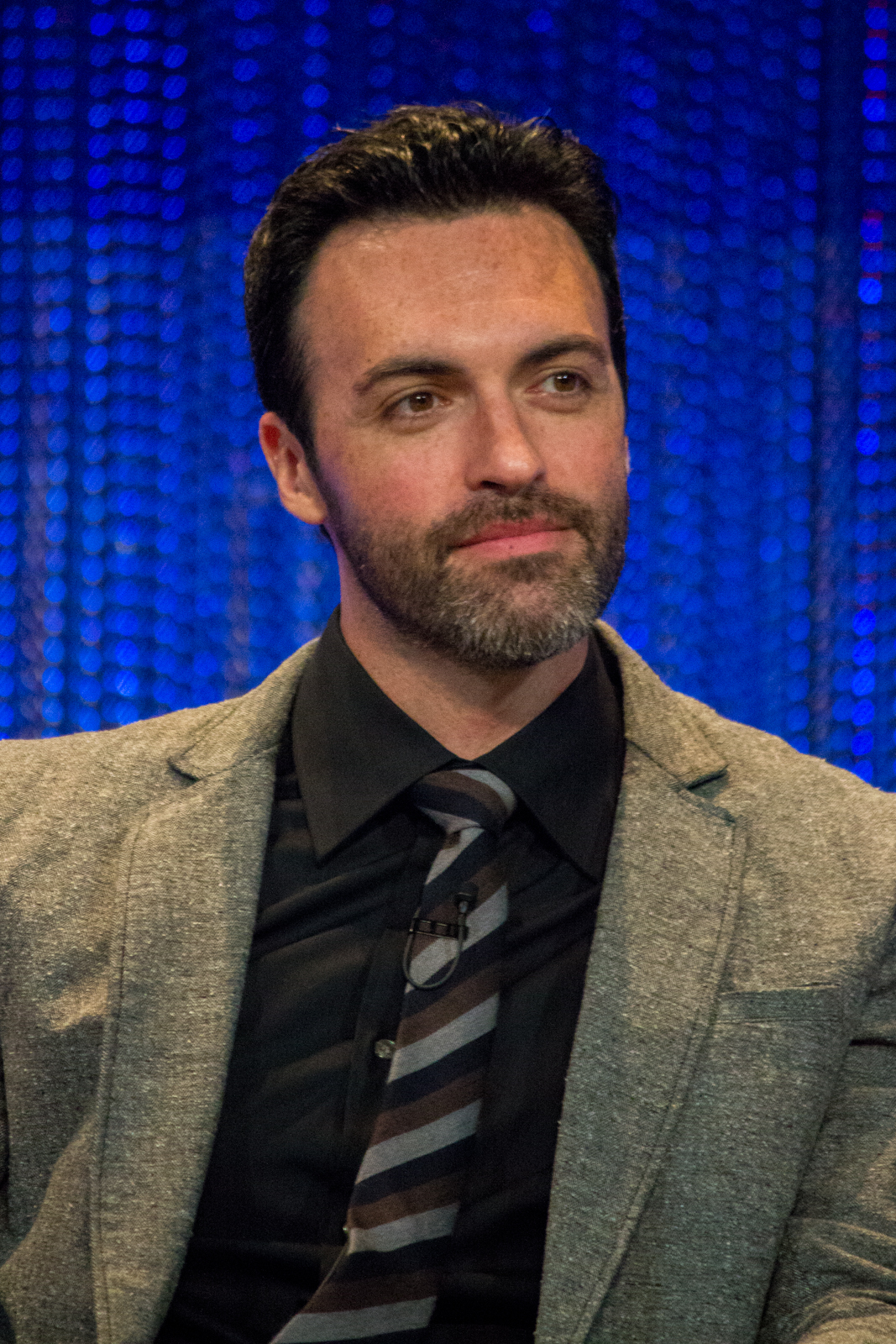
Reid Scott interprète Dan Egan
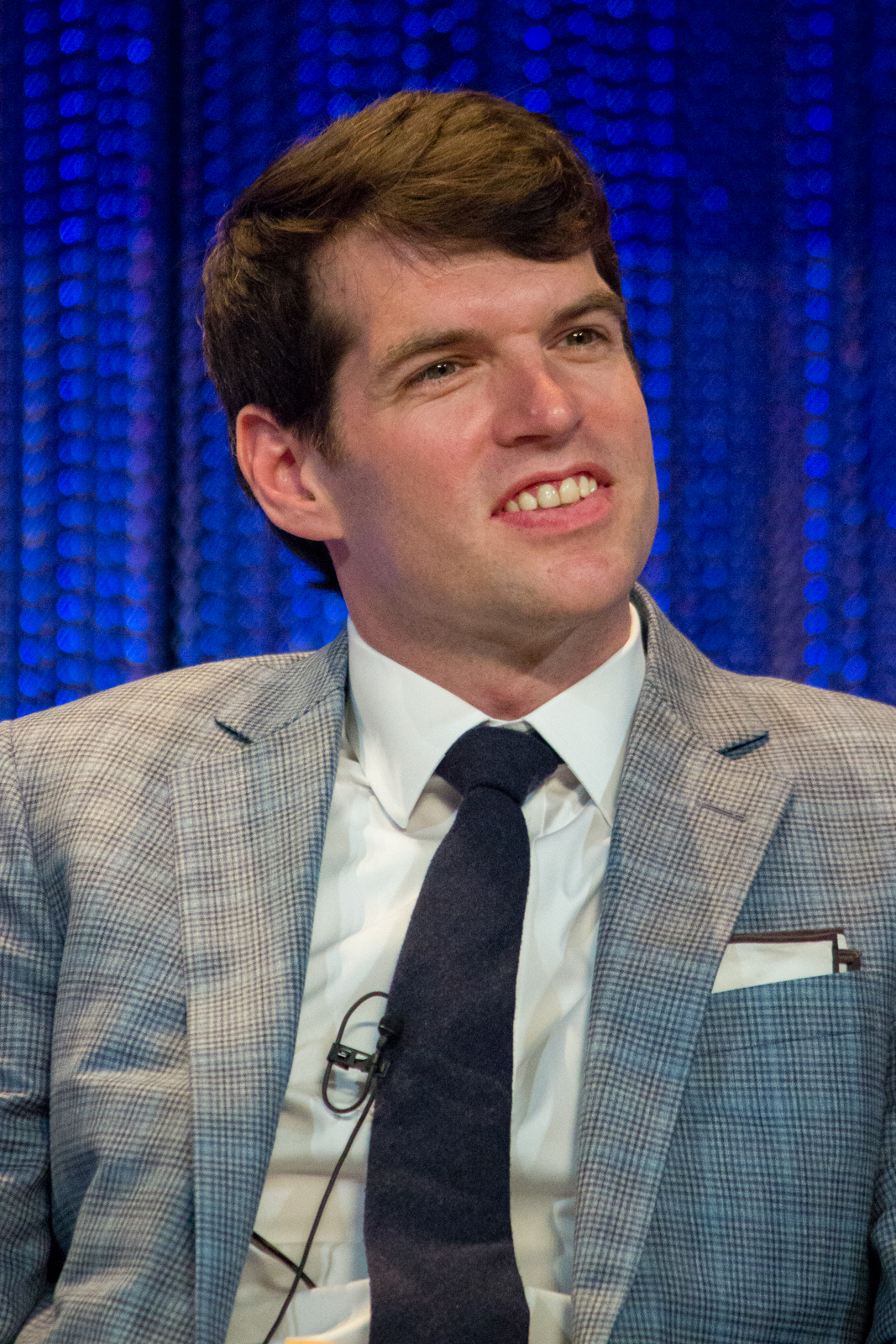
Timothy Simons interprète Jonah Ryan
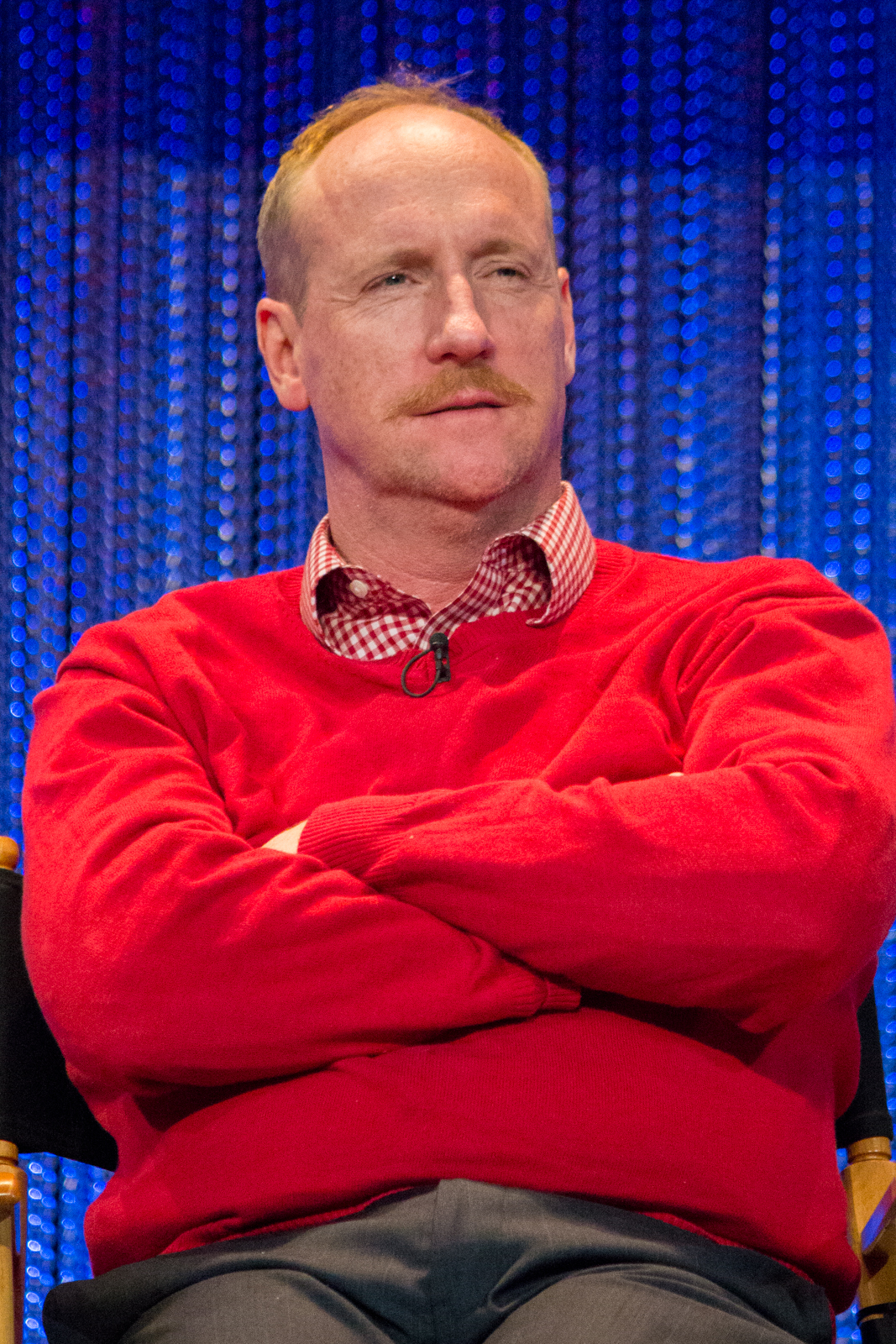
Matt Walsh interprète Mike McLintock
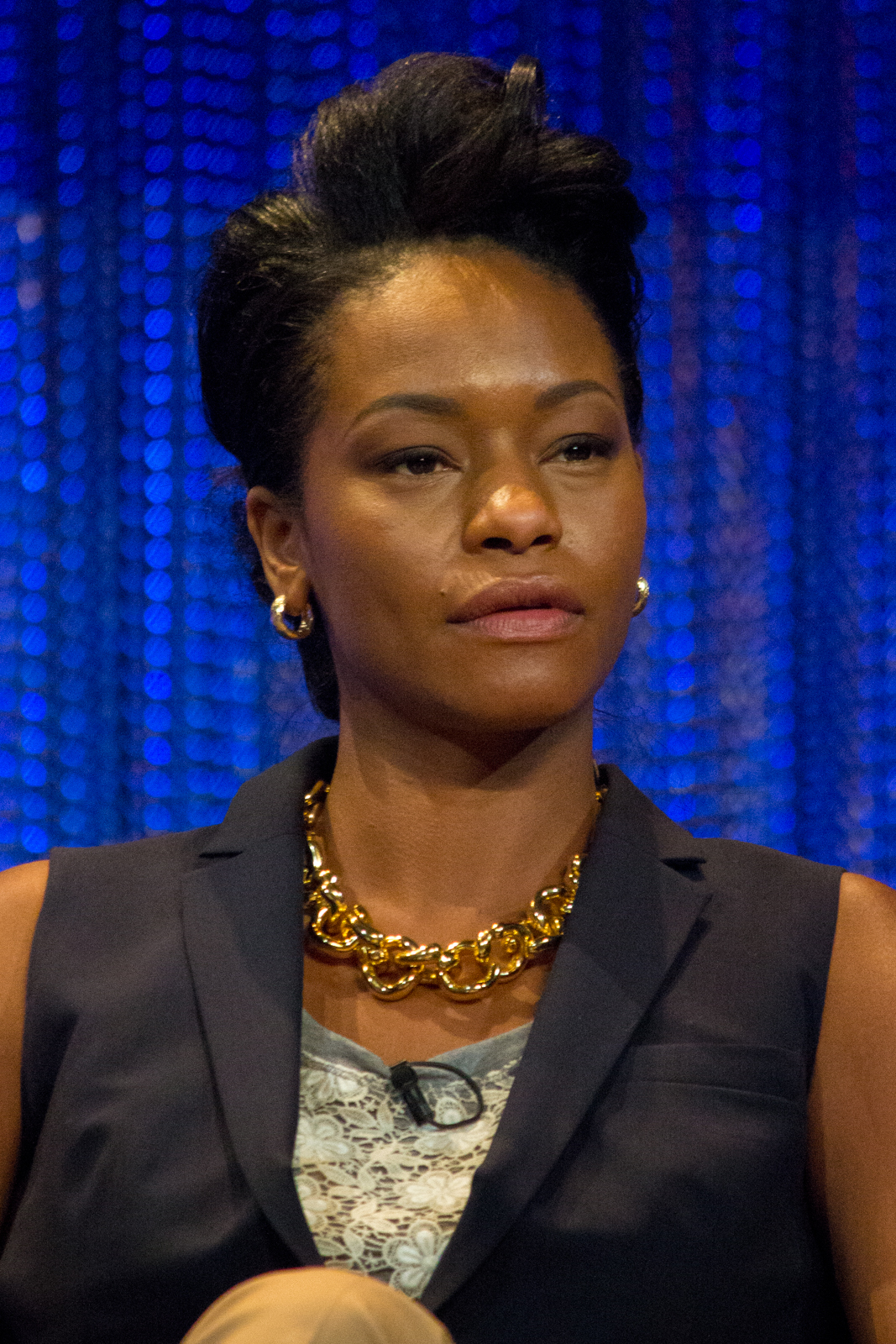
Sufe Bradshaw interprète Sue Wilson
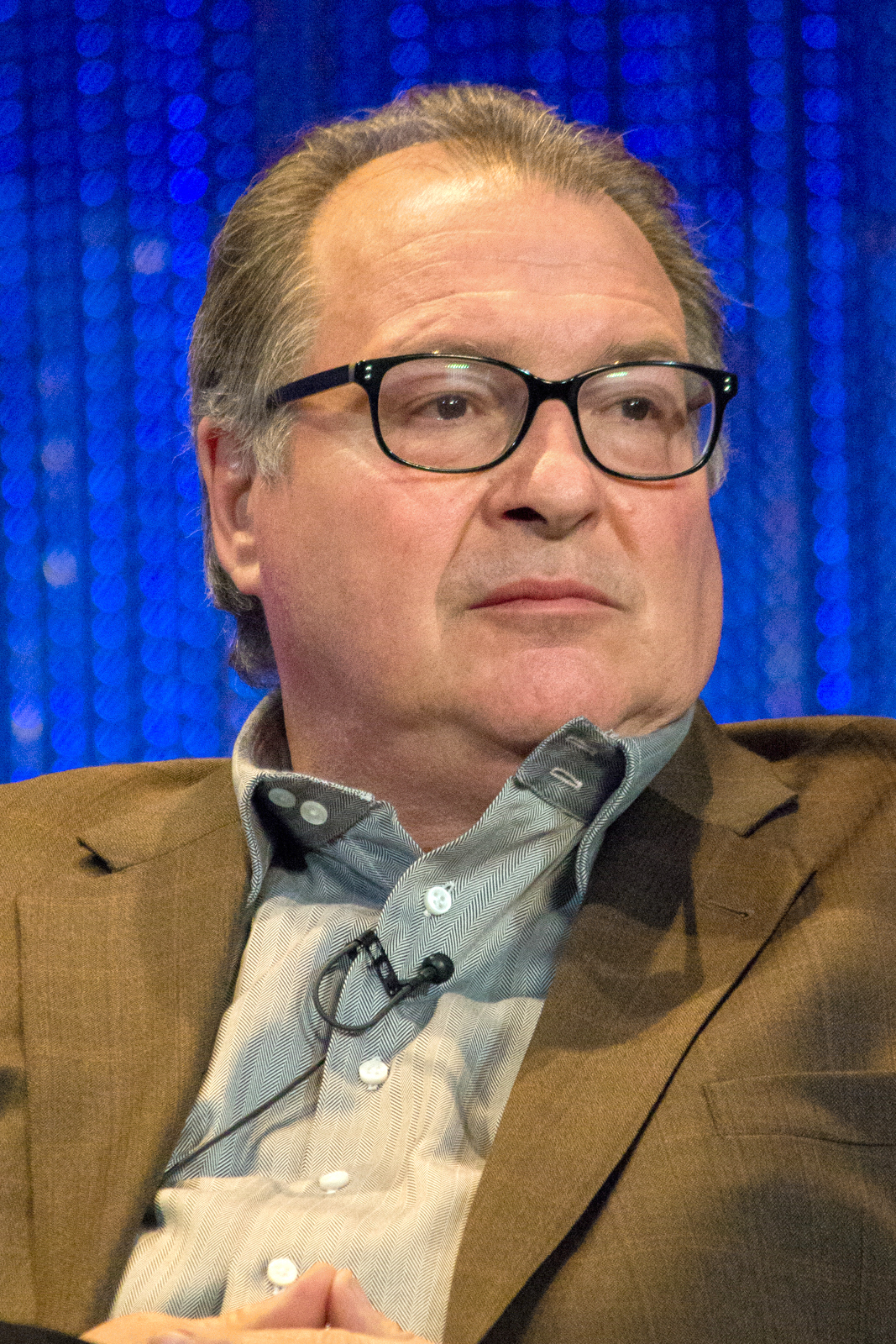
Kevin Dunn interprète Ben Cafferty
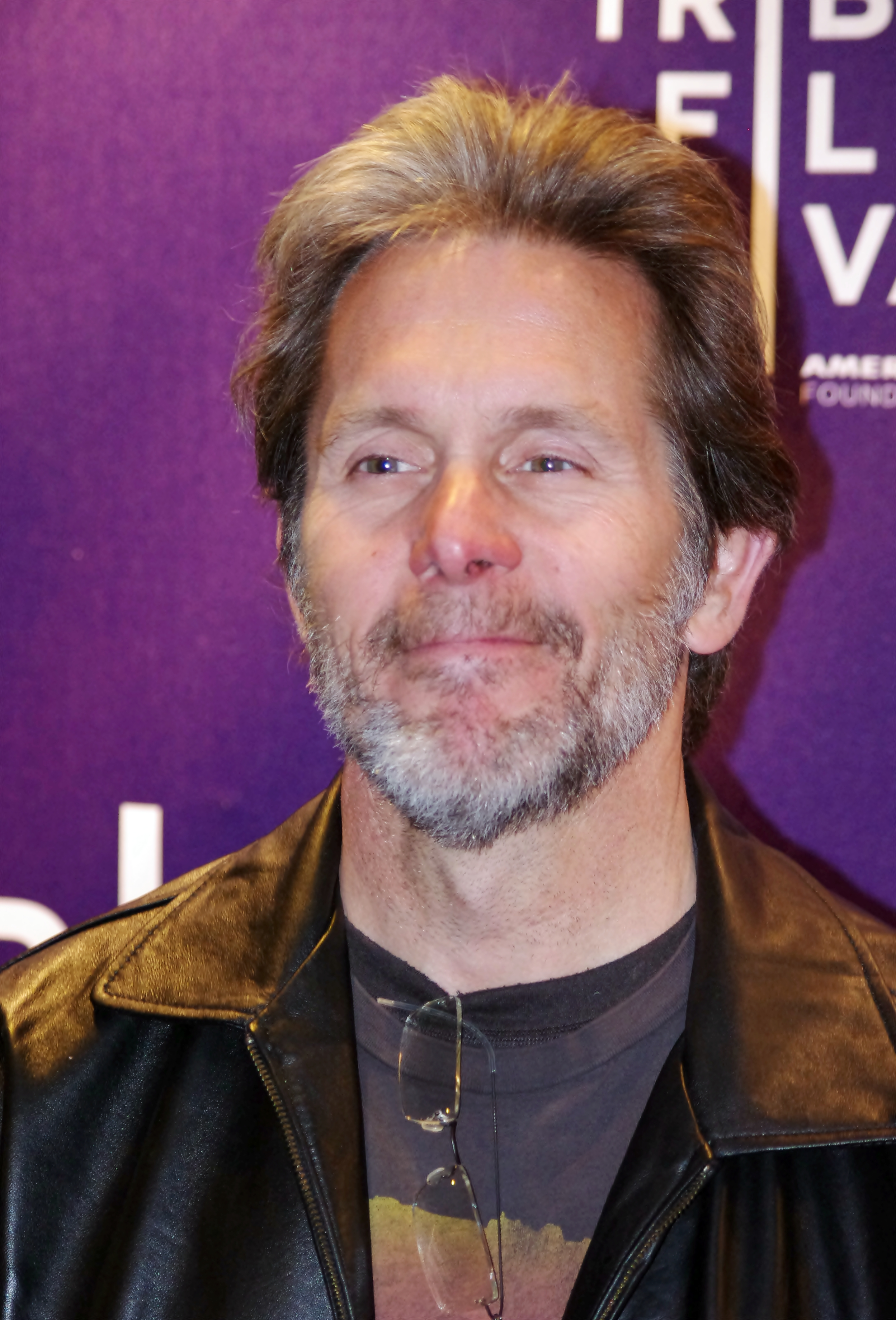
Gary Cole interprète Kent Davison

### Acteurs secondaires
- Phil Reeves : Andrew Doyle
- Sarah Sutherland (VF : Joséphine Ropion) : Catherine Meyer
- Randall Park (VF : Anatole Thibault) : Danny Chung
- Dan Bakkedahl : Roger Furlong
- Kathy Najimy : Wendy Keegan-McLintock
- Peter Grosz (VF : Jérôme Keen) : Sidney Purcell
- Wil Love (VF : Michel Voletti) : Phillip Dorsey (pilote et saison 2, épisode 3)
- David DeBoy (VF : Michel Voletti) : Phil Dorse (pilote)
- Michael Mack (VF : Rody Benghezala) : Paul Burton (pilote)
- Eddie Jones (VF : Michel Voletti) : Chuck Furnam (saison 1, épisode 3)
- Bobby J. Brown (VF : Michel Voletti) : Crazy Long Shoreman (saison 1, épisode 4)
- Jessica St. Clair (VF : Armelle Gallaud) : Dana (saison 2, épisodes 1, 4 et 10)
- Patrick McDade (VF : Michel Voletti) : Mr Brookheimer (saison 2, épisodes 1 et 2)
- Craig Cackowski (VF : Fabien Jacquelin) : Cliff (saison 2, épisode 3)
- Dave Foley (VF : Éric Legrand) : Osmo Häkkinen (saison 2, épisode 5)
- David Pasquesi (VF : Laurent Larcher) : Andrew Meyer (4 épisodes, saisons 2 et 3)
- Christopher Meloni : Ray Whelans (saison 3, épisodes 6 et 7)
- Diedrich Bader : Bill Ericsson (depuis la saison 3)
- Hugh Laurie (VF : Féodor Atkine) : Tom James (depuis la saison 4)
- Sally Phillips : Minna Häkkinen (saison 5)
- Lennon Parham (en) : Karen Collins (saison 5)
- Clea DuVall (VF : Vanina Pradier) : Marjorie Palmiotti (saison 5)
- Morgan Smith Goodwin (en) : Candi Caruso (saison 5)
- John Slattery (VF : Nicolas Marié) : Charlie Baird (saison 5)
- Peter MacNicol (VF : Daniel Lafourcade) : Jeff Kane (saison 5)

- Version française
  - Société de doublage : Dubbing Brothers[4],[5]
  - Direction artistique : Perrette Pradier et Danièlle Bachelet [4]
  - Adaptation des dialogues : Emmanuelle Martiano, Elizabeth Prinvault & Chantal Bugalski[4]

 Source et légende : version française (VF) sur RS Doublage et Doublage Séries Database

## Production

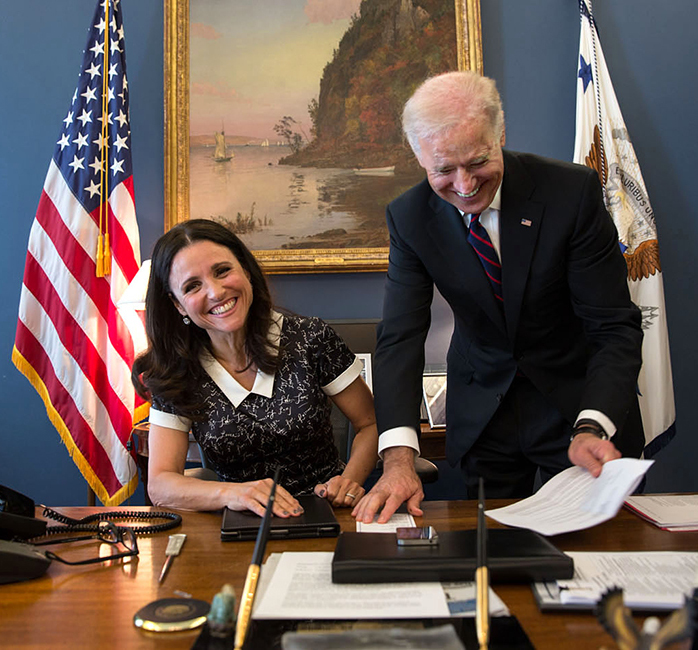
Julia Louis-Dreyfus et le vice-président Joe Biden à la Maison-Blanche en 2013.

### Développement
HBO a commandé huit épisodes, dont l’épisode pilote, qui a été écrit par Armando Iannucci et Simon Blackwell (en). En avril 2015 Armando Iannucci annonce son départ du show. Il sera remplacé par David Mandel pour la saison 5.

### Casting
En octobre 2010, la production négocie pour avoir Julia Louis-Dreyfus en tête d'affiche, chose confirmée le mois suivant. Le casting principal se poursuit dès décembre, dans cet ordre : Anna Chlumsky, Reid Scott, Timothy Simons et Matt Walsh, et Tony Hale.

## Épisodes

### Première saison (2012)
1. Collecte de fonds (Fundraiser)
2. Yaourt glacé (Frozen Yoghurt)
3. Catherine
4. Chung
5. Sobriquets (Nicknames)
6. Baseball
7. Rumeurs (Full Disclosure)
8. Les Larmes (Tears)

### Deuxième saison (2013)
Le 30 avril 2012, la série a été renouvelée pour une deuxième saison de dix épisodes diffusé à partir du 14 avril 2013.
1. Mi-Mandat (Midterms)
2. Signaux (Signals)
3. Otages (Hostages)
4. Le Dîner Vic Allen (The Vic Allen Dinner)
5. Helsinki
6. Andrew
7. Paralysie gouvernementale (Shutdown)
8. Première réponse (First Response)
9. Course (Running)
10. D.C.

### Troisième saison (2014)
Le 1er mai 2013, la série a été renouvelée pour une troisième saison de dix épisodes diffusée à partir du 6 avril 2014.
1. Nouveaux départs (Some New Beginnings)
2. Le Choix (The Choice)
3. Alicia (Alicia)
4. Clovis (Clovis)
5. Pêcher (Fishing)
6. Détroit (Detroit)
7. Relations spéciales (Special Relationship)
8. Débat (Debate)
9. La Caisse en bois (Crate)
10. New Hampshire (New Hampshire)

### Quatrième saison (2015)
Le 21 avril 2014, la série a été renouvelée pour une quatrième saison de dix épisodes diffusée à partir du 12 avril 2015.
1. Session conjointe (Joint Session)
2. L'Aile Est (East Wing)
3. Données (Data)
4. Téhéran (Tehran)
5. Congrès (Convention)
6. Tempête et Pancakes (Storms and Pancakes)
7. Maman Meyer (Mommy Meyer)
8. Pour ou contre (B/ill)
9. Témoignage (Testimony)
10. Soirée d'élection (Election Night)

### Cinquième saison (2016)
Le 13 avril 2015, la série est renouvelée pour une cinquième saison. Elle est diffusée à partir du 24 avril 2016.
1. Le Lendemain (Morning After)
2. Nevada (Nev-ah-da)
3. L'Aigle (The Eagle)
4. Mamina (Mother)
5. Thanksgiving (Thanksgiving)
6. Le Connassegate (C**Tgate)
7. Le Bal du Congrès (Congressional Ball)
8. Camp David (Camp David)
9. Bécoter sa sœur (Kissing Your Sister)
10. Inauguration (Inauguration)

### Sixième saison (2017)
Le 21 avril 2016, la série est renouvelée pour une sixième saison, diffusée depuis le 16 avril 2017.
1. Omaha (Omaha)
2. La bibliothèque (Library)
3. Géorgie (Georgia)
4. Cour suprême (Justice)
5. Chewing-gum (Chicklet)
6. Qatar (Qatar)
7. Synopsis (Blurb)
8. Le juge (Judge)
9. Une femme au premier plan (A Woman First)
10. En construction (Groundbreaking)

### Septième saison (2019)
Le 25 mai 2017, la série est renouvelée pour une septième saison, qui sera la dernière. Composée de sept épisodes, elle est diffusée depuis le 31 mars 2019.
Initialement prévue pour 2018, la série s'achèvera en 2019 pour permettre à son actrice principale, Julia Louis-Dreyfus de soigner son cancer du sein. Elle a terminé ses séances de chimiothérapie et le tournage aurait débuté en août 2018.
1. Iowa (Iowa)
2. Week-end de découverte (Discovery Weekend)
3. Kemi présidente ! (Pledge)
4. Caroline du sud (South Carolina)
5. Super Tuesday (Super Tuesday)
6. Oslo (Oslo)
7. Veep (Veep)

## Accueil
La série a reçu de la part de la presse américaine un accueil globalement positif qui n'a cessé de croitre de saison en saison. Sur Metacritric, elle affiche un score de 72% de critiques positives pour la saison 1, 75% pour la saison 2, 86% pour la saison 3, 90% pour la saison 4, 88% pour la saison 5, 88% pour la saison 6 et 87% pour la saison 7. Sur Rotten Tomatoes les scores sont respectivement de 78%, 91%, 100%, 100%, 94%, 94% et 97%.
L'audience aux États-Unis lors de la première diffusion est en moyenne par épisode de 1 million de téléspectateurs pour la saison 1, 1.1 million pour la saison 2, 964 000 pour la saison 3 et 955 000 pour la saison 4.
En avril 2012, Télérama note la faiblesse comique du pilote de la première saison : « On est toutefois loin de l’hilarité attendue. Il y a quelques expression inspirées… mais la plupart des dialogues et des effets comiques font au mieux sourire, ce qui peut être regrettable quand les comédiens se donnent tant de mal. ». En juin 2014, Les Inrocks se félicitent de la nouvelle tournure prise par la série avec une saison 3 « plus ancrée dans la satire politique que les précédentes… elle est plus cynique… et gagne en épaisseur… Veep est drôle car ses protagonistes sont là pour cogner ou être cognés, pour ridiculiser ou être ridiculisés. »

## Distinctions

### Récompenses

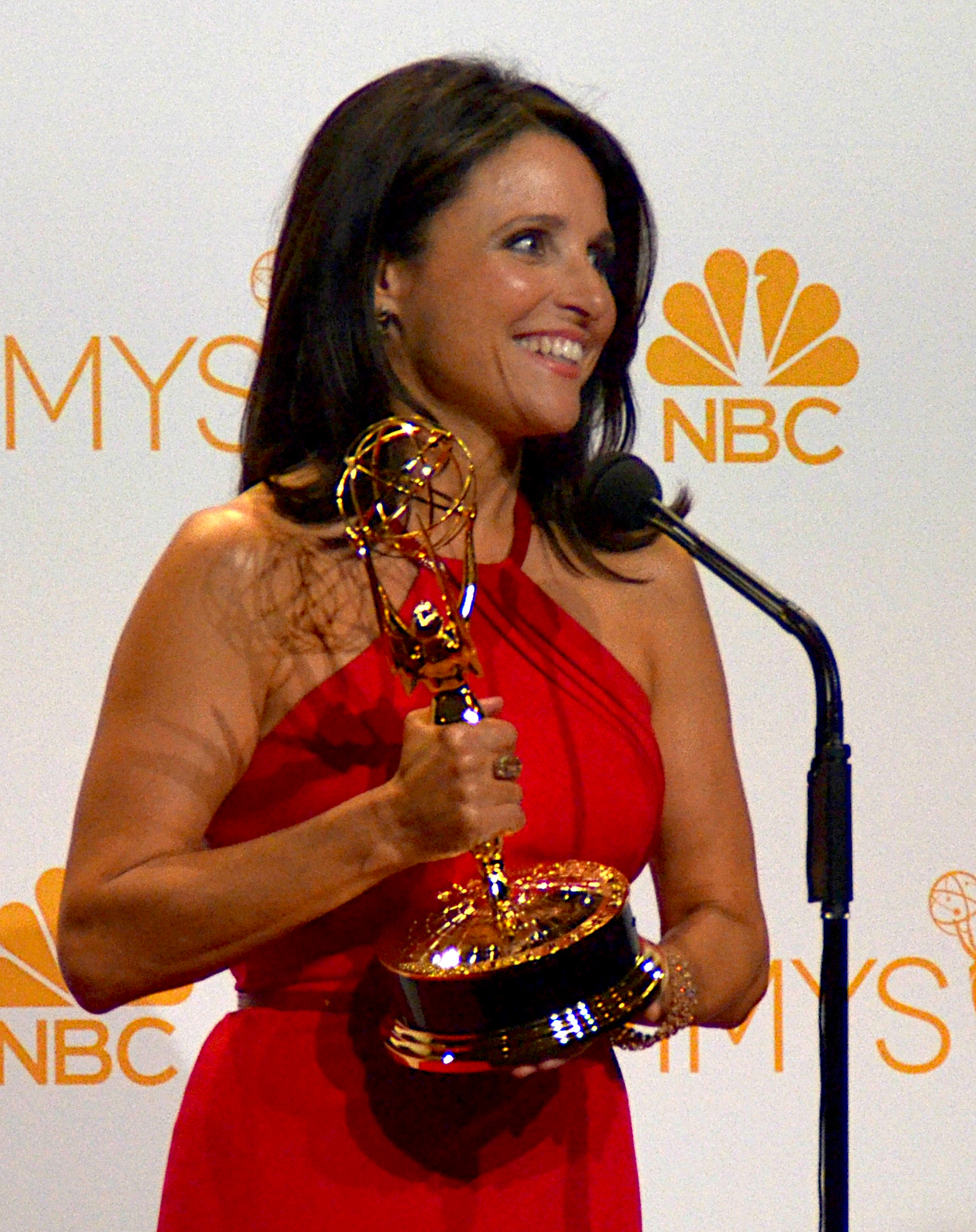
L'actrice principale Julia Louis-Dreyfus recevant l'Emmy Award de la meilleure actrice en 2014.

- Pan-American Association of Film & Television Journalists (en) Awards 2012 : meilleure réalisation pour Armando Iannucci (épisode Baseball)
- Primetime Emmy Awards 2012 : meilleure actrice dans une série comique pour Julia Louis-Dreyfus
- American Film Institute Awards 2013 : top 10 des meilleures séries télévisées de l'année
- Critics' Choice Television Awards 2013 : meilleure actrice dans une série comique pour Julia Louis-Dreyfus
- Primetime Emmy Awards 2013 :
  - Meilleure actrice dans une série comique pour Julia Louis-Dreyfus
  - Meilleur acteur dans un second rôle dans une série comique pour Tony Hale
- Primetime Emmy Awards 2014 :
  - Meilleure actrice dans une série comique pour Julia Louis-Dreyfus
- Primetime Emmy Awards 2015 :
  - Meilleure actrice dans une série comique pour Julia Louis-Dreyfus
  - Meilleur acteur dans un second rôle pour Tony Hale
- Primetime Emmy Awards 2016 [31] :
  - Meilleure comédie
  - Meilleure actrice dans une série comique pour Julia Louis-Dreyfus
- Primetime Emmy Awards 2017 :
  - Meilleure comédie
  - Meilleure actrice dans une série comique pour Julia Louis-Dreyfus

### Nominations
- Critics' Choice Television Awards 2012 : meilleure actrice dans une série comique pour Julia Louis-Dreyfus
- Pan-American Association of Film and Television Journalists Awards 2012 :
  - Meilleure série comique
  - Meilleure actrice dans une série comique pour Julia Louis-Dreyfus
  - Meilleur acteur dans un second rôle dans une série comique pour Tony Hale
  - Meilleur scénario pour Simon Blackwell et Armando Iannucci (épisode Fundraiser)
  - Meilleurs décors dans une série comique
- Primetime Emmy Awards 2012 :
  - Meilleure série comique
  - Meilleur casting dans une série comique pour Jennifer Euston, Allison Jones et Pat Moran
- Television Critics Association Awards 2012 : meilleure actrice dans une série comique pour Julia Louis-Dreyfus
- Golden Globes 2012 : meilleure actrice dans une série télévisée musicale ou comique pour Julia Louis-Dreyfus
- Primetime Emmy Awards 2013 :
  - Meilleure série comique
  - Meilleure actrice dans un second rôle dans une série comique pour Anna Chlumsky